# Płaszczyzna styczna
Płaszczyzna styczna – pojęcie matematyczne mające sens w przestrzeni trójwymiarowej. Gdy dana jest funkcja trzech zmiennych, np.:
{\displaystyle f(x,y,z),}
to zbiór takich punktów, w których funkcja ta przyjmuje stałą wartość (którą można oznaczyć na przykład jako c), tworzy powierzchnię opisaną równaniem:
{\displaystyle f(x,y,z)=c.}
Płaszczyzna styczna do podanej wyżej powierzchni charakteryzuje się tym, że wektor leżący na takiej płaszczyźnie jest w punkcie styczności prostopadły do gradientu funkcji {\displaystyle f(x,y,z)} i fakt ten wykorzystuje się dla wyznaczenia wzoru opisującego taką płaszczyznę w dowolnym punkcie, w którym funkcja {\displaystyle f(x,y,z)} jest ciągła.
Załóżmy, że chcemy wyznaczyć równanie płaszczyzny stycznej w punkcie
{\displaystyle P_{0}\left(x_{0},y_{0},z_{0}\right).}
Pomocne będzie tu wprowadzenie pojęcia tak zwanego wektora pozycji, łączącego początek układu wspórzędnych z danym punktem w przestrzeni. Taki wektor charakteryzuje się tym, że jego współrzędne są takie same jak współrzędne punktu, na który wskazuje. Wektory pozycji można oznaczyć jako {\displaystyle WP,} czyli punkt, dla którego chcemy wyznaczyć płaszczyznę styczną można opisać następującym wektorem:
{\displaystyle {\vec {WP}}_{0}\left(x_{0},y_{0},z_{0}\right),}
a dowolny punkt w przestrzeni za pomocą ogólnego wektora pozycji:
{\displaystyle {\vec {WP}}\left(x,y,z\right).}
Ponieważ gradient funkcji f w danym punkcie jest prostopadły do płaszczyzny stycznej w tym samym punkcie, to iloczyn skalarny dowolnego wektora leżącego na płaszczyźnie stycznej oraz gradientu funkcji f jest równy zeru, co można zapisać następująco:
{\displaystyle \left({\vec {WP}}-{\vec {WP}}_{0}\right)\circ \nabla f\left(P_{0}\right)=0,}
gdyż różnica wektorów pozycji wskazujących na dowolne punkty leżące na płaszczyźnie tworzy wektor leżący na tej płaszczyźnie.
Zatem w układzie kartezjańskim równanie płaszczyzny stycznej do powierzchni opisanej rówaniem:
{\displaystyle f(x,y,z)=c}
w punkcie leżącym na tej powierzchni oznaczonym jako
{\displaystyle P_{0}\left(x_{0},y_{0},z_{0}\right)}
może być opisane następująco:
{\displaystyle {\frac {\partial f}{\partial x}}\left(P_{0}\right)\circ \left(x-x_{0}\right)+{\frac {\partial f}{\partial y}}\left(P_{0}\right)\circ \left(y-y_{0}\right)+{\frac {\partial f}{\partial z}}\left(P_{0}\right)\circ \left(z-z_{0}\right)=0.}